# Kuk (sito archeologico)
Kuk è un sito archeologico in Papua Nuova Guinea.
Vi si trovano tracce di un primordiale sistema di drenaggio agricolo, databile attorno a 9000 anni fa. Dal 2008 è stato inserito tra i patrimoni dell'umanità dell'UNESCO.
Il sito copre un'area di 116 ettari di terreno paludoso, nella parte meridionale della Papua Nuova Guinea. Quest'area si trova circa 1500 metri sul livello del mare.  Alcuni scavi archeologici hanno dimostrato che il sito è stato coltivato per oltre 7000 anni consecutivi, e per un totale di 10000, ed è stato rubato all'acqua che una volta lo invadeva. I resti tuttora visibili mostrano chiaramente le tecniche usate al tempo per il drenaggio. È un classico esempio di evoluzione dell'agricoltura: dalla coltivazione delle paludi al drenaggio delle stesse, ed infine allo scavo di canali di scolo.